# ПУ (прицел)
ПУ (от Прицел Укороченный) — советский оптический прицел, изначально созданный в 1940 году, для совместного использования вместе со снайперским вариантом самозарядной винтовки Токарева (СВТ-40).
Конструкция оказалась настолько удачной и востребованной, что выпуск не останавливали и после войны. Вплоть до настоящего времени копии этого прицела пользуются устойчивым спросом в России и за рубежом. Выпускаются различные варианты, например — на Новосибирском приборостроительном заводе под обозначением «прицел универсальный ПУ 3,5х22 на винтовку Мосина».

## История

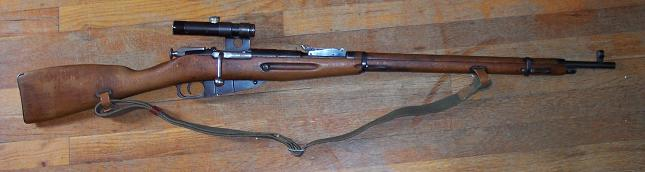
Венгерская M/52 с ПУ 3.5x.

Был разработан на харьковском заводе № 3 Наркомата внутренних дел в 1940 году, и в этом же году был принят на вооружение. Выпускался на двух заводах: в Харькове и в Ленинграде (завод № 357 — «Прогресс»). Прицел ПУ производился для снайперского варианта СВТ-40, но в 1942 году было возобновлено производство винтовок Мосина обр. 1891/30 гг.. В кратчайшие сроки конструктором Д. М. Кочетовым был разработан новый кронштейн для установки ПУ на трёхлинейку выпуска 1942 года с так называемой «высокой стенкой» ствольной коробки, в самих прицелах была заменена шкала вертикальных поправок. Осенью 1942 года снайперская винтовка СВТ-40 была снята с производства, и, после испытаний, на вооружение РККА была принята «7,62-мм снайперская винтовка обр. 1891/30 гг. с кронштейном обр. 1942 г. и прицелом ПУ» (индекс ГРАУ 56-В-222А).
В 1943 году ПУ стали выпускать ещё три завода НКВ: № 237 (Казань), № 297 (Йошкар-Ола) и № 393 (Красногорск). До конца войны было выпущено более 500 тысяч экземпляров. Прицелы ПУ устанавливались на малокалиберные винтовки, охотничьи ружья, крупнокалиберные пулемёты (14,5 мм) и так далее. 
Конструкция прицела оказала существенное влияние на многие зарубежные разработки, например — немецкий оптический прицел Gw ZF4.

## Технические характеристики
Кратность увеличения: 3,5x

Поле зрения: 4°30′

Диаметр выходного зрачка: 6 мм

Светосила: 36 

Удаление выходного зрачка: 72 мм

Длина: 169 мм

Вес: 270 г

Разрешающая сила: 17′′